# Stenembia exigua
Stenembia exigua är en insektsart som beskrevs av Ross 1972. Stenembia exigua ingår i släktet Stenembia och familjen Anisembiidae. Inga underarter finns listade i Catalogue of Life.